# Pyrrhura hoffmanni
El perico de Hoffman o cotorra catana (Pyrrhura hoffmanni) es una especie de ave del género Pyrrhura, de la familia de los loros (Psittacidae), autóctona de las selvas montañosos de Costa Rica y Panamá. Su nombre hace referencia al naturalista alemán Karl Hoffman.

## Subespecies
- Pyrrhura hoffmanni gaudens Bangs, 1906
- Pyrrhura hoffmanni hoffmanni (Cabanis, 1861)